# Романьков, Виталий Анатольевич
Виталий Анатольевич Романьков (12 февраля 1948 — 13 декабря 2023) — российский математик, доктор физико-математических наук (1992), профессор (1995).

## Биография
Родился в Восточно-Казахстанской области, город Усть-Каменогорск. Там учился в школе № 7. Участник Всесоюзной олимпиады по математике 1965 года, награждён похвальным отзывом.
С отличием окончил механико-математический факультет Новосибирского государственного университета (1971). Ученик В. Н. Ремесленникова. Был зачислен в аспирантуру, в 1974 году защитил кандидатскую диссертацию:
- К теории нильпотентных групп: диссертация … кандидата физико-математических наук : 01.01.03 / В. А. Романьков. — Новосибирск, 1974. — 71 с.

В 1974—1978 годах старший преподаватель математического факультета Омского государственного университета. С 1978 года старший, затем главный научный сотрудник лаборатории комбинаторных и вычислительных методов алгебры и логики Омского филиала Института математики им. С. Л. Соболева СО АН СССР. Одновременно по совместительству доцент, с 1992 года профессор кафедры информационных систем (после объединения с кафедрой математической логики — кафедра компьютерной математики и программирования) ОмГУ. Заведующий кафедрой. Читал курсы по алгебре, теории игр, исследованию операций, теории вероятностей и криптографии.
Также заведовал кафедрой прикладной математики в Омском государственном педагогическом университете.
В 1992 году защитил докторскую диссертацию:
- Автоморфизмы и алгоритмические проблемы для разрешимых групп : диссертация … доктора физико-математических наук : 01.01.06. — Новосибирск, 1992. — 229 с.

Сфера научных интересов — теория разрешимых групп; группы автоморфизмов для свободных нильпотентных и разрешимых групп; с 1990-х годов — криптография. Открыл принципиально новый метод криптографического анализа схем алгебраической криптографии — метод разложения.
Читал лекции в университетах Виннипега (Канада), Хобокена и Нью-Йорка (США), Манчестера (Великобритания). Выступал с пленарными докладами на международных конференциях в Нью-Йорке, Линкольне, Олбани (США), на семинарах по теории групп Нью-Йоркского городского университета, семинарах Принстона и Ратгерса (США), Бирмингема, Лидса и Манчестера (Англия), Виннипега, Оттавы и Монреаля (Канада). Прочитал курс дифференциальной геометрии в Институте технологий Стивенса (Хобокен, США).
Главный редактор журнала «Вестник Омского университета», член редколлегии журналов «Groups Complexity Cryptology» и «Прикладная дискретная математика».
Член программных комитетов Международной конференции «Algebra and Logic: Theory and Applications», Красноярск, 24 июля 2016 г.  и Международной конференции «Комбинаторно-вычислительные методы алгебры и логики», Омск, 26-30 сентября, 2023 г. 
Скоропостижно умер 13 декабря 2023 года.

## Сочинения
- Мельников О. В., Ремесленников В. Н., Романьков В. А., Скорняков Л. А., Шестаков И. П. Общая алгебра. Т. 1. М. : Наука : Физматлит., 1990. 591 с. Тираж 10 000 экз.
- Введение в криптографию: курс лекций / В. А. Романьков. — 2-е изд., испр. и доп. — Москва : Форум, 2012. — 239 с.; 21 см; ISBN 978-5-91134-573-0. Тираж 700 экз.
- Введение в криптографию: курс лекций / В. А. Романьков. — 2-изд., испр. и доп. — Омск : Издательство Омского гос. ун-та, 2009. — 238 с.; 21 см; ISBN 5-7779-0982-5
- Ремесленников В. Н., Романьков В. А. Теоретико-модельные и алгоритмические вопросы теории групп // Итоги науки и техн. Сер. Алгебра. Топол. Геом. 1983. Т. 21. С. 3-79.
- Носков Г. А., Ремесленников В. Н., Романьков В. А. Бесконечные группы // Итоги науки и техн. Сер. Алгебра. Топол. Геом. 1979. Т. 17. С. 65-157
- Roman’kov V. A. Automorphisms of groups // Acta Applecandae Mathematicae: An International Survey Journal on Applying Mathematics and Mathematical Applications. 1992. Vol. 29, no. 3. P. 241—280.
- Алгебраическая криптология : монография / В. А. Романьков ; Министерство науки и высшего образования Российской Федерации, Федеральное государственное бюджетное образовательное учреждение высшего образования Омский государственный университет им. Ф. М. Достоевского. — Омск : Изд-во Омского гос. ун-та, 2020. — 261 с.; 21 см; ISBN 978-5-7779-2491-9 : 300 экз.
- Рациональные подмножества в группах [Текст] : монография / В. А. Романьков ; М-во образования и науки Российской Федерации, Федеральное гос. бюджетное образовательное учреждение высш. проф. образования Омский гос. ун-т им. Ф. М. Достоевского. — Омск : Изд-во Омского гос. ун-та, 2014. — 175, [1] с.; 21 см; ISBN 978-5-7779-1778-2
- Essays in algebra and cryptology [Текст] : solvable groups : monograph / V. A. Roman’kov; the Ministry of education and science of the Russian Federation, Federal state budgetary educational institution of higher education Dostoevsky Omsk state university. — Omsk : Omsk state univ. publ. house, 2017. — 267 с. : портр.; 20 см; ISBN 978-5-7779-2142-0 : 70 экз.
- Романьков В. А. О ширине вербальных подгрупп разрешимых групп // Алгебра и логика. 1982. Т. 21, № 1. С. 60-72.